# Illocska
Illocska is een plaats (község) en gemeente in het Hongaarse comitaat Baranya. Illocska telt 256 inwoners (2001).